# مؤسسه ریاضیات ماکس پلانک

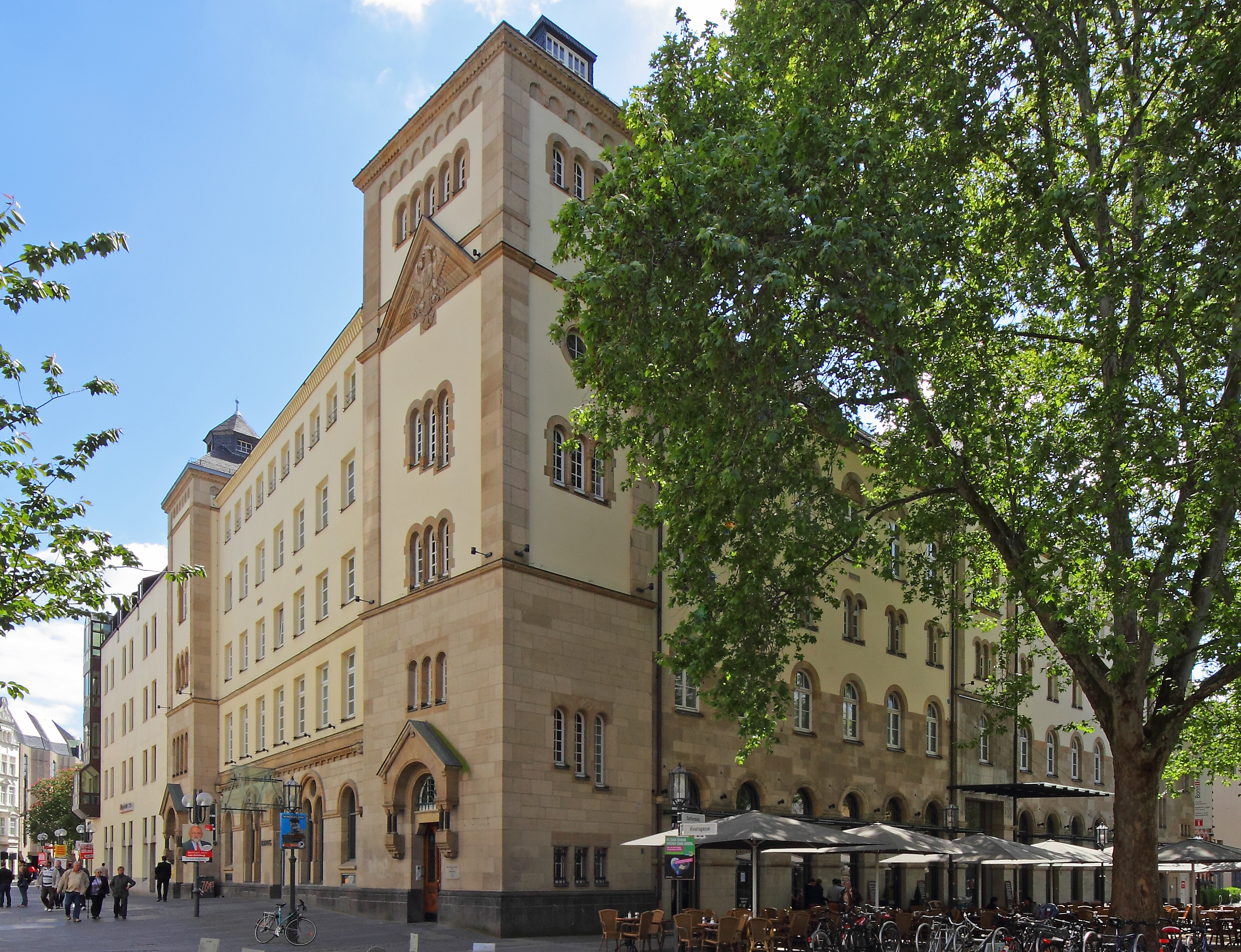

مؤسسهٔ ریاضیات ماکس پلانک (به آلمانی: Max-Planck-Institut für Mathematik) یک مؤسسهٔ تحقیقاتی در مورد ریاضیات است که در بن آلمان قرار دارد و به افتخار ماکس پلانک، فیزیکدان مشهور آلمانی، نامگذاری شده‌است.